# 2015年印度熱浪
2015年印度熱浪，是指2015年4月中旬起，於印度大多數地區的熱浪災情，截至5月29日統計，總共已造成超過2000人死亡 。在安得拉邦的卡姆马姆，測得的最高溫為攝氏48度，已打破自1947年以來的紀錄；而在海拔6580英尺高，位於喜馬拉雅山腳下的穆索里，也達到36度。印度氣象局警告，未來數日的氣溫還要更高。印度每年的旱季熱浪依照地區不同，落在3月至6月間。
5月29日，印度氣象局表示，6月初印度將迎來一波梅雨季，屆時熱浪災情可望解除。